# Hypoplectrodes jamesoni
Hypoplectrodes jamesoni is een straalvinnige vissensoort uit de familie van zaag- of zeebaarzen (Serranidae). De wetenschappelijke naam van de soort werd voor het eerst geldig gepubliceerd in 1908 door Ogilby.